# Terol Existeix
Terol Existeix (TE) (oficialment en castellà: Teruel Existe (TE)) és un partit polític regionalista de la província de Terol. Es va fundar el novembre de 1999 com a coordinadora ciutadana, a partir de diverses plataformes com En defensa el ferrocarril, Pro helicòpter i transport sanitari i Pro salut mental. La plataforma té com a objectiu demanar un tracte just i igualitari per a la província de Terol. El 1999 Terol encara no tenia autovies, i en l'única línia de ferrocarril (de via única sense electrificar) el tren havia descarrilat 8 vegades en un any.
La plataforma va obtenir un diputat i dos senadors a les eleccions generals de novembre de 2019.

## Qualques accions destacades
- 1 de desembre de 1999 - Aturada silenciosa de 5 minuts a la ciutat de Terol.
- 6 de febrer de 2000 - Concentració amb quasi de 30.000 persones de tota la província i a la ciutat de Terol.
- 29 de novembre de 2000 - Aturada general de 24 hores de tota la província, i manifestació de més de 40.000 persones a les ciutats de Terol i Alcanyís.
- 30 de novembre de 2002 - Manifestació amb presència de 10.000 persones a la ciutat de Terol sota el lema "tots junts per la província".
- 27 de setembre de 2003 - Manifestació conjunta de "Soria Ja!" I "Terol Existeix" a Madrid.
- 6 de maig de 2018 - Manifestació de 40.000 persones a Saragossa sota el lema "Salvem Terol!".
- 7 d'octubre de 2018 - Manifestació pel Corredor Cantàbric-Mediterrani a València amb 50.000 persones.
- 10 de febrer de 2019 - Manifestació de 10.000 persones en defensa de la sanitat pública a Terol.

## Eleccions espanyoles de novembre de 2019

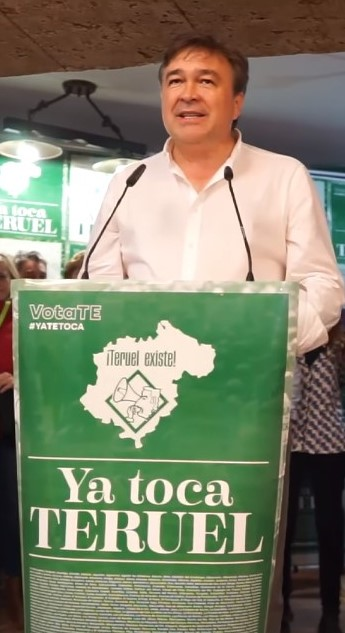
Tomás Guitarte

Animats per l'èxit de l'aturada convocada en vint províncies espanyoles per protestar per l'oblit que patia l'anomenada "Espanya buidada", Terol Existeix va decidir de presentar-se a les eleccions generals de novembre de 2019 com una plataforma d'electors aliena als partits, per demanar reivindicacions urgents per al món rural de Terol. La plataforma va aconseguir 6781 avals, sis vegades més dels exigits per la llei electoral, i va presentar una candidatura al Congrés dels Diputats per Terol, encapçalada pel seu líder Tomás Guitarte, un arquitecte de 58 anys, acompanyat per Manuel Gimeno i Ana Asunción Balaguer. Per al Senat presentaren Joaquín Egea, Beatriz Martín i Alba Polo.
Terol Existeix fou la força més votada a la província de Terol i va aconseguir un escó al Congrés per a Guitarte i dos al Senat per a Egea i Martín.

## Resultats electorals

### Corts d'Aragó
Resultats a la província de Terol.
| Any  | Candidat       | Vots   | %     | Escons | +/- | Pos. | Govern   |
| ---- | -------------- | ------ | ----- | ------ | --- | ---- | -------- |
| 2023 | Tomás Guitarte | 15.338 | 20,71 | 3 / 14 | Nou | 3a   | Oposició |

### Corts Generals
| Any       | Líder          | Congrés | Congrés      | Congrés  | Congrés | Senat    | Senat | Govern            |
| Any       | Líder          | Vots    | %            | Diputats | +/–     | Senadors | +/–   | Govern            |
| --------- | -------------- | ------- | ------------ | -------- | ------- | -------- | ----- | ----------------- |
| 2019 (II) | Tomás Guitarte | 19,761  | 0.08 (26,70) | 1 / 350  | 1       | 2 / 265  | 2     | Oposició          |
| 2023      | Tomás Guitarte | 11 348  | 0,04 (14,95) | 0 / 350  | 1       | 0 / 265  | 2     | Extraparlamentari |